# Liste des cardinaux créés par Jean XIX
Le pape Jean XIX (1024-1032) a créé 12 cardinaux en 4 consistoires.

## 1025
- Giovanni Ponzio (évêque de Porto)
- Pietro (évêque de Silva Candida ou Santa Rufina)
- Giovanni (titre de S. Crisogono)
- Giovanni (titre de S. Maria in Trastevere)
- Giovanni (diacre de S. Agata in Suburra)

## 1026
- Pietro (évêque de Palestrina)
- Dodone
- Rodolfo
- Ranierio (diacre de S. Giorgio in Velabro)
- Gregorio (diacre de S. Lucia (in Silice ou in Septisolio)

## 1029
- Benedetto (titre de S. Clemente)

## 1032
- Giovanni (évêque de Porto)